# Ред Винг (Минесота)
Ред Винг (енгл. Red Wing) град је у америчкој савезној држави Минесота.

## Демографија
По попису из 2010. године број становника је 16.459, што је 343 (2,1%) становника више него 2000. године.
| Група             | 2000.          | 2010.          |
| Белци             | 15.121 (93,8%) | 14.771 (89,7%) |
| Афроамериканци    | 213 (1,3%)     | 312 (1,9%)     |
| Азијати           | 119 (0,7%)     | 129 (0,8%)     |
| Хиспаноамериканци | 205 (1,3%)     | 607 (3,7%)     |
| Укупно            | 16.116         | 16.459         |